# (35367) 1997 UW7
1997 يو دابليو 7 (ويعرف أيضًا باسم (35367) 1997 يو دابليو 7 وفق تسمية الكوكب الصغير) (بالإنجليزية: 1997 UW7) هو كويكب ضمن حزام الكويكبات؛ وترتيبه 35367 من حيث الاكتشاف.
اكتُشف هذا الجُرم الفلكي بواسطة لينكا كوتكوفا في 28 أكتوبر 1997.

## وصلات خارجية
- (35367) 1997 UW7 في قاعدة بيانات مختبر الدفع النفاث لأجرام النظام الشمسي الصغيرة

- الاكتشاف · مخطط المدار ·  العناصر المدارية · المعلمات المادية

- (35367) 1997 UW7 على موقع ويكي سكاي: DSS2, SDSS, GALEX, IRAS, Hydrogen α, X-Ray, Astrophoto, Sky Map, Articles and images